# Ship John Shoal Light
Ship John Shoal Light je maják, který označuje severní stranu plavebního kanálu v zátoce Delaware (Delaware Bay) na východním pobřeží New Jersey v  USA, poblíž parku Bombay Hook National Wildlife Refuge. Jeho litinová nadstavba byla vystavena na Světové výstavě 1876 ve Filadelfii v Pensylvánii.

## Historie
Název Ship John Shoal je převzato z incidentu na mělčině z roku 1797 na Štědrý den, kdy loď John (kapitán Robert Folger) najela na mělčinu v zálivu Dellaware při cestě z Hamburku do Filadelfie. Cestující a náklad byli zachráněni, ale loď byla zničena. (Model lodi je v muzeu v Greenwich v New Jersey). Mělčina byla pojmenována Ship John Shoal.
Po vybudování majáku Brandywine Shoal Light v roce 1850 vedlo společnost Lighthouse Board k vypracování plánů k stavbě obdobného majáku na mělčině Ship John Shoal a Cross Ledge. Obě stavby měly stát na šroubových pilotách. Při stavbě majáku Cross Ledge Light v zimě roku 1856 led odnesl celou stavbu, což vedlo k přehodnocení takové výstavby. V roce 1870 bylo rozhodnuto o kesonové výstavbě a v roce 1873 byly Kongresem přiděleny finanční prostředky k výstavbě kesonového majáku na mělčině. V roce 1874 byla provedena základna z devadesáti sedmi dřevěných pilot. V roce 1874 byla spodní litinová kesonová část uložena na základnu a naplněna betonem. Na ni byla umístěna dočasná stavba a 29. listopadu 1874 poprvé rozsvícena.
Dočasná stavba vydržela krutou zimu a nápor ledu, ale strážci majáku ze strachu o svou bezpečnost opustili maják 18. ledna 1875 a vrátili se až 13. března 1875. Kolem kesonu bylo později uloženo na dva tisíce tun kamene. Dočasný maják sloužil delší dobu, protože litinová nadstavba určena pro Ship John Shoal byla odeslána do Connecticutu, aby byla použita na majáku Southwest Ledge Lighthouse. Stejná litinová nadstavba byla brzy dokončena i pro maják Ship John Shoal, ale byla odeslána na Světovou výstavu 1876 ve Filadelfii, kde byl dokonce strážce majáku, který udržoval lucernu v činnosti. Nadstavba byla usazena na keson až v roce 1877. Maják byl také vybaven zvonem pro případ nepříznivého počasí. V roce 1907 byla vytvořena druhá plošina pro palivové nádrže. V roce 1931 byl maják elektrifikován a instalováno 800 wattové osvětlovací zařízení. Zvon byl nahrazen nautofonem. V roce 1973 byl maják automatizován a v roce 1977 byla původní Fresnelova čočka nahrazena solárním majákem. Solární panely jsou umístěny na plošině, kde původně byly palivové nádrže.
V červnu 2011 správa General Services Administration předala maják Ship John Shoal Light (včetně dalších 11) veřejné organizaci, která chce objekty zachovat. Maják je veden na seznamu kulturních památek New Jersey.

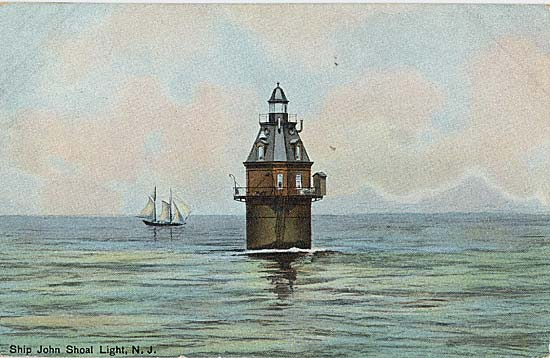
Ship john shoal light na pohlednici v roce 1914
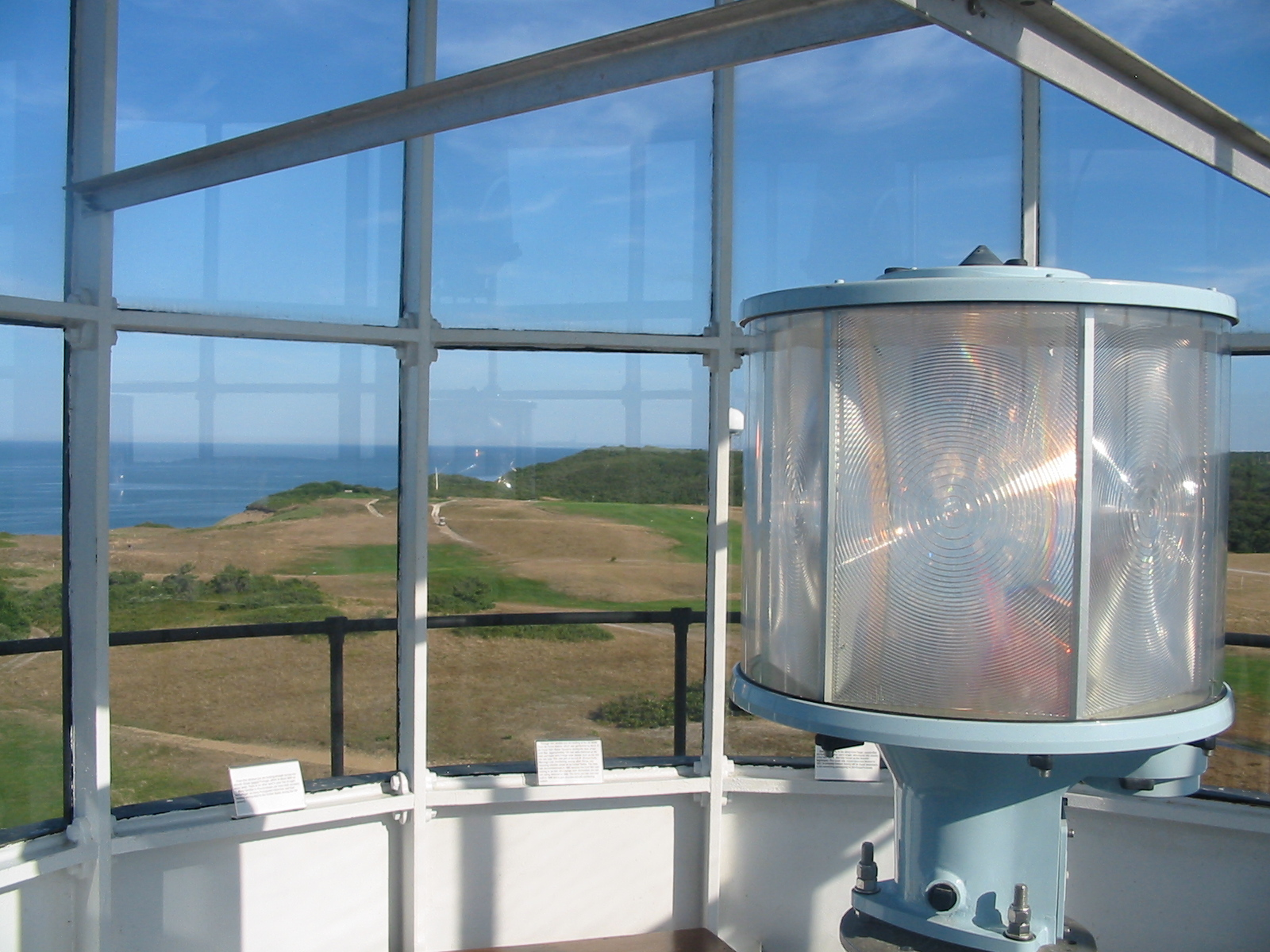
VRB-25

### Data
Maják je oktagonální obydlí s pyramidální mansardovou střechou na válcové litinové kesonové základně. Je vysoký čtrnáct metrů, světelný zdroj je ve výšce 15 metrů.
Charakteristika: Fl W 5s a sektorové červené světlo ve výseči 138° – 321,5°
Dosah bílého světla je 15 nm (30 km), červeného světla je 12 nm (22 km).
Světelný zdroj:
- původní Fresnelova čočka IV. řádu
- nová: optická soustava VRB-25 napájená solárními panely

Zvukový signál:
- původní zvon: tři údery každých 45 sekund
- nautofon: jeden krát každých 15 sekund

Racon vysílá signál O (– – –)

### Označení
Zdroj
- ARLHS: USA-758
- Admiralty: J1272
- USCG 2-1640